# William Thwaite
William Thwaite (ur. 8 września 1987) – australijski siatkarz, gra na pozycji atakującego. 
Obecnie reprezentuje barwy klubu Uniwersytetu Kalamoon.